# Corine Boon
Corine Boon (Krommenie, 23 april 1964) is een Nederlandse presentatrice, musicalartieste en televisieactrice.

## Biografie
Corine Boon groeide op in Wormerveer. Na de lagere school bezocht ze de St. Michaël College in Zaandam. Ze speelde rollen in Heerlijk duurt het langst en My fair lady. Na het eindexamen atheneum-B ging ze studeren aan de Rotterdamse Dansacademie. Artistiek specialiseerde ze zich in jazzdance, tapdance en moderne dans. In 1986 studeerde ze af als docent.

## Carrière
Boon begon haar carrière als actrice op het toneel. In diverse stukken is zij te zien geweest. Vervolgens kreeg zij vanaf 1994 gastrollen in een aantal soaps. Presentatieklussen op tv kwamen vanaf 2000 en voor bedrijven sinds 2004.

### Theater
- Cats (1987-1988)
- Zeldzaam (1988-1989)
- Chicago (1989-1990)
- Mata Hari (1990-1991)
- André van Duin Revue (1991-1992)
- Move! (1992)
- De Roze Krokodillen (1992-1993)
- A Chorus Line (1993-1994)
- Route 66 (1995)
- De Bevrijdingsrevue (1995)
- Madley Amsterdam (1995-1996)
- Kaptain Banana NY (1996-1997)

### Televisie

#### Actrice
- Goede tijden, slechte tijden (1994)
- De Winkel (1996)
- Onderweg naar Morgen (1996)
- Goudkust (1997-2000) Emma Zuidgeest-Verkuyl
- Volgens hem, volgens haar (2001-2003)

#### Presentatrice
- Spott.nl (2000, RTL 4)
- Thuis op internet (2002, RTL 4)
- Wil je met mij trouwen? (2003, RTL 4)
- Campinglife (2001-2004, RTL 4)
- Eigen Huis & Tuin (2004-2008, RTL 4)
- Gewoon Mooier (2006-2009, RTL 4)
- Game Ville (2008-2009, RTL 4)
- Spoor van Leven (2008-2009, RTL 4)
- Moeders van Nu (2010, SBS6)
- Droom van een tweede huis (2012-2019, RTL 4)
- Zo kan het ook (2014, RTL 7;RTL Z)
- Van slager tot chef (2015-2017, RTL 4)
- Life is Beautiful (2022-heden, RTL 4)
- Ik BBQ Voor Jou (2022-heden, SBS6)

### Filmografie
- Engine Trouble (2002)